# صنعت پلاستیک

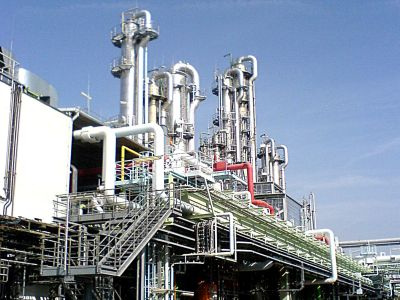
تصویری از کارخانه تولید پلاستیک

صنعت پلاستیک مواد پلیمری را — که معمولاً پلاستیک نامیده می‌شوند — تولید می‌کند. این صنعت، پلاستیک‌هایی که برای دامنه وسیعی از صنایع از جمله بسته‌بندی، ساختمان و ساخت‌وساز، الکترونیک، هوافضا و ترابری مهم هستند، ارائه می‌دهد. 
این صنعت بخشی از صنایع شیمیایی است. به‌علاوه، از آن‌جا که روغن معدنی مهمترین ماده تشکیل‌دهنده پلاستیک است، این صنعت به‌عنوان بخشی از صنایع پتروشیمی درنظرگرفته می‌شود. 
علاوه بر تولید پلاستیک، مهندسی پلاستیک بخش مهمی از بخش صنعت است. 

## بازار
بنابر گفته PlasticsEurope، سه بازار برتر پلاستیک، صنعت بسته‌بندی، صنعت ساخت‌وساز و صنعت خودروسازی است.

## تولید
تولید پلاستیک در سطح جهان درحال رشد است. اعداد شامل ترموپلاستیک و پلی‌اورتان‌ها، و همچنین مواد ترموست، چسب، پوشش‌دهنده‌ها، درزگیرها و الیاف پلی‌پروپیلن است. داده‌ها توسط PlasticsEurope (PEMRG) و مشاوران جمع‌آوری شد.
| سال  | مگاتن |
| ---- | ----- |
| 2002 | 204   |
| 2007 | 250   |
| 2009 | 257   |
| 2011 | 279   |
| 2012 | 288   |
| 2013 | 299   |